# 靈視異聞 FILE23 本所七大不可思議
《靈視異聞 FILE23 本所七大不可思議》是一款於2023年3月9日發售的视觉小说遊戲，由Xeen開發，史克威尔艾尼克斯負責發行，支持Android、iOS、任天堂Switch以及Windows平台。此遊戲收到了評論家們「普遍好評」的評價。

## 玩法

遊戲中探索的部分是以第一人稱視角下進行，玩家可以 360 度的旋轉視角，以全景背景進行探索。

《靈視異聞 FILE23 本所七大不可思議》是一款视觉小说遊戲。玩家必須逐一深入每個故事，才能揭開籠罩該地區的詛咒背後的秘密。遊戲玩法主要集中在劇情上，並穿插一些基於玩家在遊戲中所學到的知識來進行調查和問答環節。遊戲中的劇情流程圖允許玩家在主要角色們的故事線和視角之間進行切換某。些的故事線分支和選擇會導致角色死亡，迫使玩家回到之前的場景，推敲如何讓事件改變結果並開啟另一條故事分支。

## 劇情
故事背景設定在1980年代昭和後期的日本東京墨田區。劇情圍繞名為「本所七大不可思議」的超自然都市傳說而展開。在一個深夜裡，突然有幾個人遭受到了致命且不明的詛咒。

## 開發與發行
《靈視異聞 FILE23 本所七大不可思議》由Xeen為史克威尔艾尼克斯開發，由石山貴也擔任總監和編劇。石山貴也有多個視覺小說遊戲的製作經驗，並曾在《潛龍諜影系列》擔任音效工程師以及參與《最终幻想XII 归来之翼》的製作。
2023年2月，遊戲在日本任天堂直面会上首次公開，並在3月8日透過Steam平台在iOS和Windows發行。Android版和任天堂Switch版則在次日推出。
本作发售时不支持中文，于2024年4月26日发布的更新增加了对简体中文和繁体中文的支持。

## 評價
根據评论汇总网站Metacritic，《靈視異聞 FILE23 本所七大不可思議》的Windows和任天堂Switch版皆獲得「普遍好評」。
任天堂世界報道副主編喬·德瓦德讚賞遊戲機制和藝術風格，但他認為恐怖元素偶爾會干擾到故事的發展，且認為Switch的十字键操作體驗不佳。Nintendo Life編輯奧利·雷諾茲則稱這款遊戲有「我們體驗過最有趣、最引人入勝的故事之一」，並讚賞遊戲視覺效果、角色塑造和恐怖場景。Destructoid編輯佐伊·汉德莉指遊戲「沒有太多亮點」，但認為特別是全景背景的風格很受歡迎。RPGFan編輯亚伯拉罕·科贝兰斯基欣賞角色設計，但他認為故事敘事的方式太過直白，並感覺到這遊戲過於依賴喜劇的元素多於恐怖的元素。

該遊戲是2023年日本游戏大奖中獲得「優秀賞」的十一款遊戲之一。

## 外部連結
- 靈視異聞 FILE23 本所七大不可思議的X（前Twitter）
- 官方网站 （日語）
- 官方网站 （英語）
- 《靈視異聞 FILE23 本所七大不可思議》在視覺小說數據庫的頁面 （英文）